# Tarka levélszövő
A tarka levélszövő (Clostera anachoreta) a púposszövőfélék családjába tartozó, Eurázsiában honos éjjeli lepkefaj. 

## Megjelenése
A tarka levélszövő szárnyfesztávolsága 2,6-4 cm. Feje és tora szürkésbarna, a homlok és a tor középvonala bársonyos sötétbarna. Potroha sárgás. Az elülső szárny kékesbarna, csúcsa sötétebb. Alatta egy nagyobb és egy vagy két kisebb hosszúkás, sötétbarna folt (ezek egészen kicsik is lehetnek vagy hiányozhatnak) található. A szárnyon zegzugos, olykor szaggatott, fehéres harántvonal fut végig (ez inkább a sötét csúcson feltűnő), amelyet sötét árnyéksáv kíséri. Ezen kívül a csúcson egy külső, halvány, szaggatott, sötét szegélysáv is megfigyelhető. A hátulsó szárny egyöntetűen sárgás vagy szürkésbarna. Az elülső szárny fonákja szürkésbarna, rajzolata elmosódott. A sárgás hátulsó szárnyon a harántsáv jól látszik. A szárnyak rojtja barna vagy sárgásbarna.
Változékonysága nem számottevő.
Petéi lapított félgömb alakúak, szürkésbarnák, sötétbarna csíkokkal.   
Kifejlett hernyója barna, hátán széles sárgás-fehéres sávval. Oldalán szakadozott vonal és vöröses foltokból álló sor fut. A 4. és 14. szelvényen széles, sötét keretű sötétvörös szemölcs (púp) látható; a 4-en levőt két kisebb fehér folt szegélyezi. Bábja feketésbarna vagy vörösbarna. 

### Hasonló fajok
A barna levélszövő, a rövidszárnyú levélszövő és az apró levélszövő hasonlít hozzá.

## Elterjedése
Eurázsiában honos a Brit-szigetektől és Észak-Spanyolországtól egészen Japánig. Magyarországon mindenütt előfordulhat, de ritka. A Szatmár-Beregi síkon a folyók mentén gyakori.  

## Életmódja
Ártéri erdők, ligeterdők, erdőszélek lakója, ahol hernyója tápnövényeit megtalálja.  
Évente két nemzedéke nő fel, imágóit április-júniusban és július-szeptemberben lehet látni. Hernyója különféle nyár- és fűzfajok leveleivel táplálkozik.  Összeszőtt levelek között él, itt is bábozódik. Az őszi báb áttelel.   

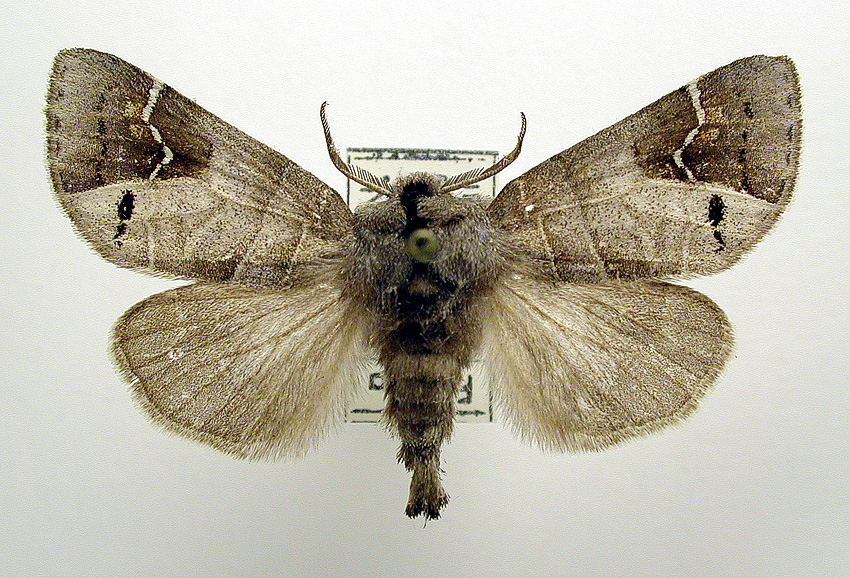
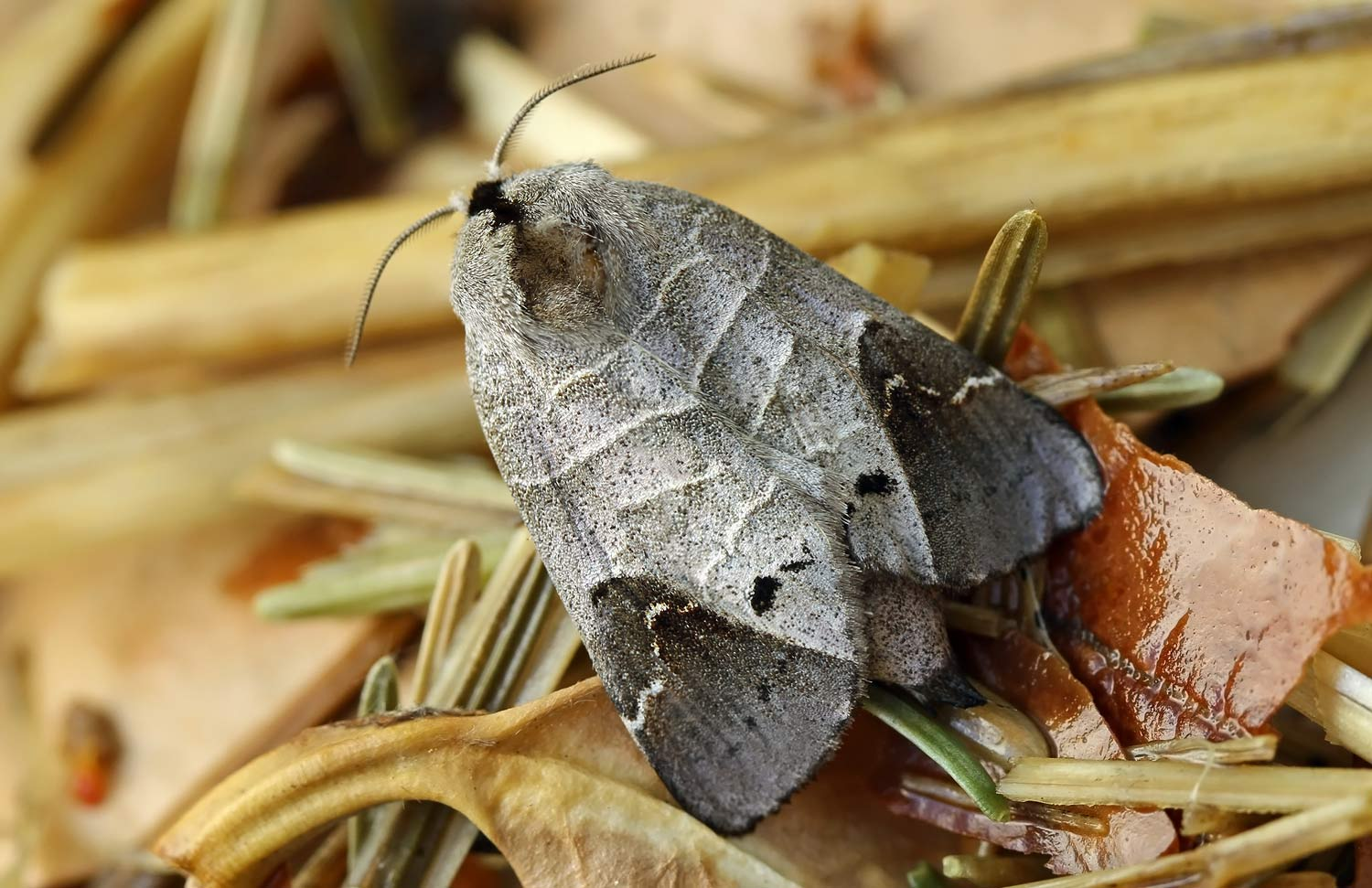
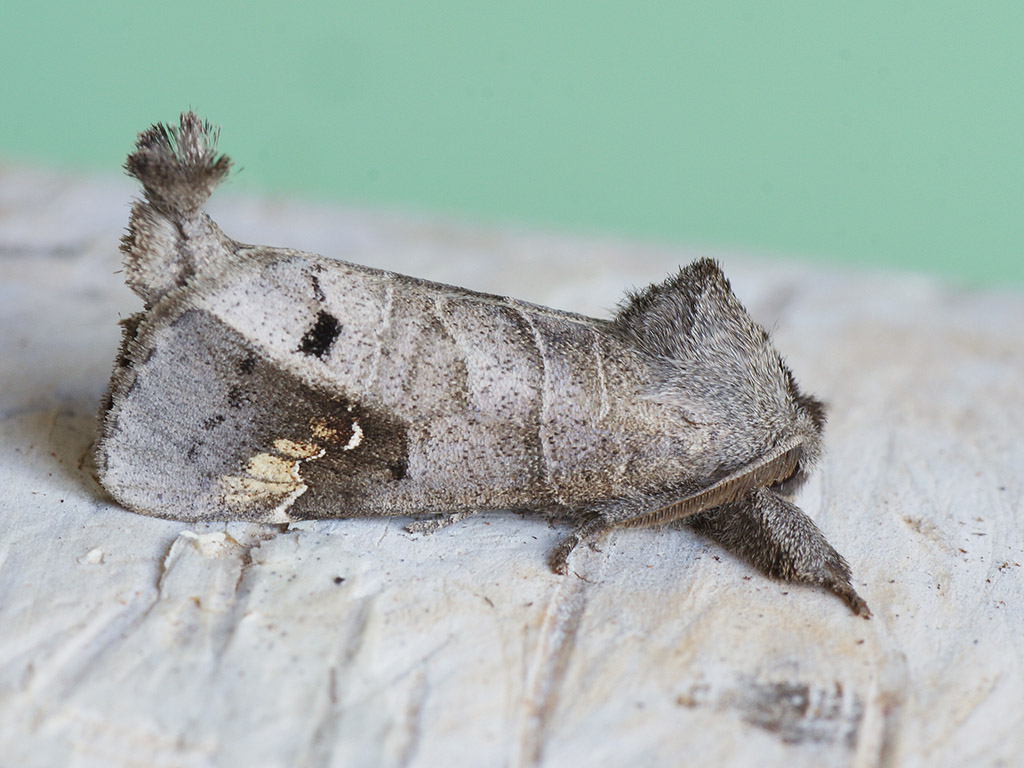
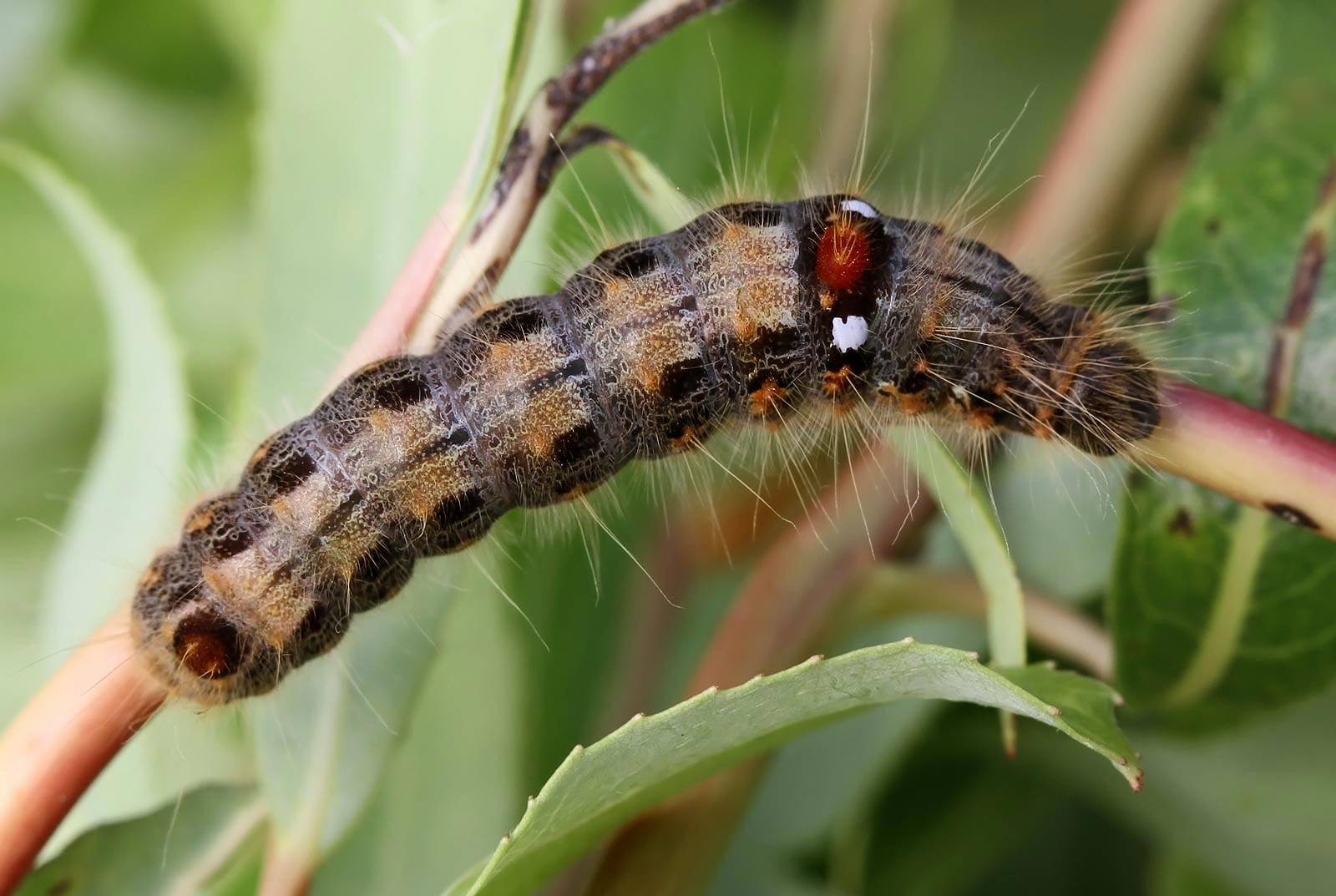
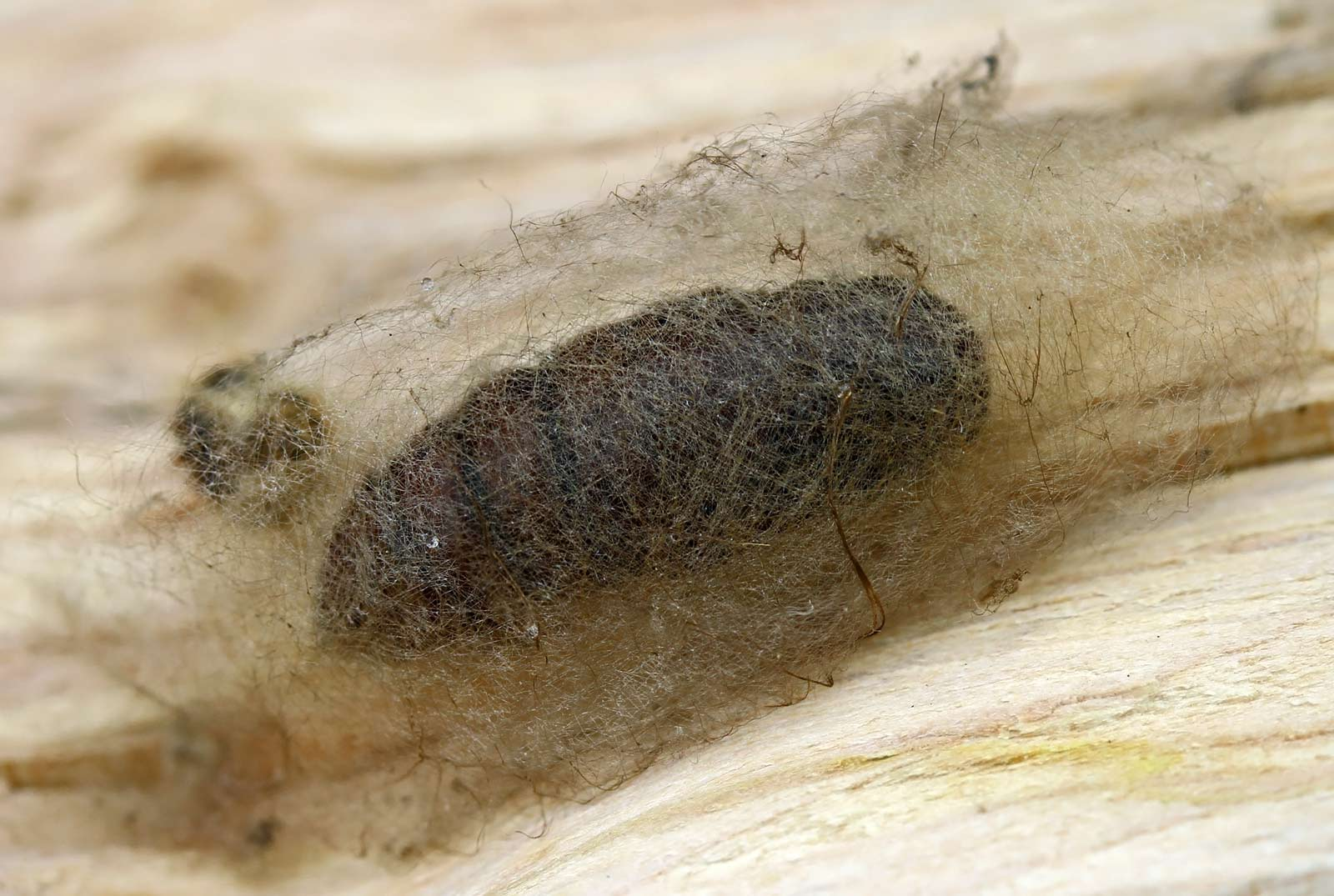

Magyarországon nem védett.